# Mànager
Un representant o mànager (anglicisme de manager) és un individu que guia la carrera professional d'artistes en la indústria de l'entreteniment. La responsabilitat del representant és supervisar els negocis d'un artista; aconsellar-lo i assessorar-lo en temes professionals, plans a llarg termini i decisions personals que puguin afectar la seva carrera.
Les funcions i tasques d'un representant varien lleugerament d'una indústria a l'altra, depenent de les tasques per a les quals va ser contractat. Per exemple, els deures d'un mànager musical difereixen de les d'un mànager que assessora actors, escriptors o directors. Un representant també pot ajudar artistes a trobar agents, o a decidir quan renovar-los. Els agents de talents tenen l'autoritat de tancar tractes per als seus clients, mentre que els mànager només poden establir contacte amb productors i estudis, sense la capacitat de negociar contractes.

## Representants musicals
Un representant musical maneja molts assumptes relacionats a la carrera de cantants, bandes i, a vegades, disc joqueis. Són contractats per músics perquè els ajudin a determinar decisions professionals, compromisos, promocions, acords, contractes discogràfics, etc. La tasca d'aquests mànager és extensa, i pot incloure activitats similars a les d'un assessor de premsa, un promotor, un agent, un comptador, un encarregat de gires i, de vegades, un assistent personal. Mentre la trajectòria de l'artista es va desenvolupant, les responsabilitats del representant augmenten. Aquest es torna imprescindible per manejar les diferents peces que conformen una carrera en la indústria musical. També pot ajudar cantants, compositors i instrumentistes a trobar productors o a entaular relacions amb companyies discogràfiques, publicistes, agents i espectadors. Les tasques d'un mànager musical actiu s'enfocaran en guanyar reputació per a l'artista, formar una base d'admiradors, llançar demos, planejar activitats promocionals i programar espectacles. A més, tindrà accés a estudis d'enregistrament, fotògrafs, promocions, i haurà de lliurar material publicitari del seu artista als mitjans de comunicació de manera periòdica.

### Començaments
En començar la carrera d'un artista, les tasques publicitàries recauen en els mateixos músics o en el representant si és que en té algun. A causa que l'artista és relativament desconegut al començament, les gires, les promocions i els esdeveniments a l'agenda són mínims. En aquesta etapa, el mànager ha de reconèixer clarament el que el músic desitja. Això pot aconseguir-se mitjançant un contracte verbal o escrit. Dins dels primers objectius del mànager es troba el llançament d'un àlbum musical.

### Comissió
Un acord de comissió pot ser renegociat després de 3 o 4 mesos. Aquesta pot ser aproximadament d'un 20% del producte, o d'un 10% o més dels guanys generats per actuacions i esdeveniments comercials. Aquestes quantitats depenen òbviament del nivell assolit per la banda o artista, i de l'experiència i recursos que posseeixi el mànager (mentre menys desenvolupat l'artista i més expert el representant, més alta la comissió).

### Actuacions
És important per a un artista presentar-se en viu davant el públic. Festes d'aniversari, espectacles gratuïts i xous de talents són bones oportunitats per guanyar experiència i no requereixen majors compromisos de part del músic. Si un artista desitja actuar en un bar o en una discoteca, l'administrador del recinte posa diverses condicions. En la majoria dels casos, es demana una demo que inclogui algunes cançons (preferiblement les millors del músic). La banda ha de ser els més professional possible per mantenir els administradors del lloc interessats en una nova presentació en el futur. Un altre factor crític és el de la promoció i la publicitat. Encara que la majoria dels bars i altres llocs d'entreteniment prefereixen que els mànager portin un bon nombre d'assistents als seus xous, no sempre ocorre això. En rares ocasions, i previ acord entre les parts, l'amo del local pot multar la banda pel públic que no va assistir a l'actuació. Aquesta multa és per cobrir les despeses del bar i la pèrdua dels diners invertits a muntar l'espectacle per a la banda.

### Fotografia
Els representants usualment requereixen els serveis d'un fotògraf professional mentre l'artista està gravant en l'estudi. Diferents imatges del músic poden ser usades en llocs web, caràtules d'àlbums, cartells i material promocional que es lliurarà als mitjans de comunicació. El fotògraf no cobreix les despeses dels materials, i ha de cedir els drets d'autor al representant després de fer les fotografies. Als representants se'ls aconsella tenir aquestes imatges abans que es dissenyi la caràtula del disc.

### Llançament de l'àlbum
Una vegada que la data de llançament de l'àlbum s'estableix, el mànager pot començar a buscar recintes per dur-lo a terme. Els llançaments són molt més atractius per als amos de bars perquè gairebé sempre garanteixen l'assistència de públic. Conseqüentment, aquests esdeveniments són fàcils de realitzar. La mida del lloc no ha de superar la quantitat d'assistents, perquè si és molt ampli, l'artista es veu insignificant.

### «Equip de premsa» del músic
Quan es fixa la data del llançament del disc, el mànager ha de preparar un «equip de premsa», que és un paquet de materials usat per contactar als executius dels segells musicals, a les estacions de ràdio, als diaris i a les oficines A&R de les cases discogràfiques amb l'objectiu de generar interès en l'artista i en la seva música. D'altra banda, molts representants prefereixen usar un «equip de premsa» electrònic, el qual és idèntic a l'anterior, excepte perquè és un arxiu computacional descarregable. El «equip de premsa» ha de cridar l'atenció d'aquells a qui va dirigit i, en general, conté:
- Un pamflet amb la biografia de l'artista, assoliments en la seva carrera i fotografies promocionals.
- Cites o articles de premsa sobre l'artista, incloent ressenyes sobre la seva música, que pugui fàcilment ser editada per afegir-la a les publicacions. Una crítica feta per una persona acreditada agrega credibilitat, i li permet al lector saber que el músic ha estat esmentat anteriorment.
- Una agenda de presentacions recents, actuals i futures. L'itinerari artístic demostra que l'artista guanya popularitat en la comunitat.
- Un Cd demo que contingui l'últim llançament musical de l'artista. Encara que l'habitual és enviar almenys tres cançons, alguns músics lliuren l'àlbum complet perquè la publicació o el radioemissor pugui revisar-ho completament.
- Entrades d'obsequi per presenciar la presentació del llançament de l'àlbum (si és que s'organitza un).
- Informació de contacte.

## Alguns representants connotats
- Emilio Estefan
- Gustavo Santaolalla
- Colonel Tom Parker (Elvis Presley)
- Daniel Grinbank
- Brian Epstein (The Beatles)
- Peter Grant (Led Zeppelin, The Yardbirds, Bad Company)
- Paul McGuinness (U2)
- Malcolm McLaren (Sex Pistols)
- Andrew Loog Oldham (The Rolling Stones)
- Sharon Osbourne (Ozzy Osbourne, The Smashing Pumpkins)
- Lou Pearlman (Backstreet Boys, 'N Sync)
- Rod Smallwood (Iron Maiden)
- Edgardo Diaz Menudo
- Paul Bearer (Undertaker, Kane, Mankind)